# Bleach DS 4th: Flame Bringer
A Bleach DS 4th: Flame Bringer (BLEACH DS 4th：フレイム・ブリンガー; Hepburn: Burīchi DS 4th Fureimu Buringā) platformjáték, a negyedik Bleach-játék Nintendo DS kézikonzolra, melyet a Dimps fejlesztett és a Sega jelentetett meg 2009 augusztusában.

## Játékmenet
A Flame Bringer a Bleach DS sorozat többi tagjával ellentétben, a Bleach: Soul Carnival sorozathoz hasonlóan oldalra mozgó platformjáték. A Flame Bringernek kilenc irányítható szereplője van, a játék menete a konzol mindkét kijelzőjére kiterjed.

## Zene
A játék főcímdala a Scandal japán pop-rock együttes Sódzso S (少女S, ’Lányok’) című dala, melyet a Bleach-animesorozat tizedik nyitófőcím dalaként is lehetett hallani.

## Fogadtatás
A Famicú 31/40-es pontszámmal jutalmazta a játékot. A játékból 16 018 példány kelt el megjelenésének hetében. A 2009-es év végéig 31 855 példány fogyott a játékból, ezzel az év háromszázharmincadik legkelendőbb játéka volt.